# Slowfox (musikalbum)
Slowfox är ett musikalbum från 1995 av jazzsångerskan Monica Borrfors.

## Låtlista
1. Polka Dots and Moonbeams (Jimmy Van Heusen/Johnny Burke) – 4'36
2. I Get Along Without You Very Well (Hoagy Carmichael/Jane Brown Thompson) – 2'46
3. Soon (George & Ira Gershwin) – 4'31
4. Don't Go to Strangers (Arthur Kent/Redd Evans/David Mann) – 5'18
5. Dindi (Antonio Carlos Jobim/Ray Gilbert) – 4'50
6. I Can't Get Started (Vernon Duke/Ira Gershwin) – 6'35
7. The Folks That Live on the Hill (Jerome Kern/Oscar Hammerstein II) – 3'49
8. The Masquerade is Over (Allie Wrubel/Herb Magidson) – 4'26
9. Nu tändas åter ljusen i min lilla stad (Per-Martin Hamberg) – 2'32
10. Marionett (Lars Jansson/Kim Parker) – 5'17
11. August Wishing (Gösta Nilsson/Eric Bibb) – 6'18
12. Everything Happen to Me (Matt Dennis/Tom Adair) – 4'37
13. What Are You Doing the Rest of Your Life (Michel Legrand/Alan Bergman/Marilyn Bergman) – 5'33

## Medverkande
- Monica Borrfors – sång
- Gösta Nilsson – piano (1, 3, 4, 6, 8, 9, 12)
- Lars Jansson – piano (10, 11)
- Per Nilsson – bas (1, 3, 4, 6, 8, 9, 12)
- Lars Danielsson – bas (5, 10, 11)
- Leroy Lowe – trummor (1, 3, 4, 6, 8, 9, 12)
- Anders Kjellberg – trummor (10, 11)
- Lasse Andersson – gitarr, synthesizer (2, 5-7, 13)
- Johan Setterlind – trumpet (3, 4, 6, 9, 13)
- Staffan Isaksson – tenorsaxofon (6, 12)
- Hans Ulrik – tenorsaxofon (5, 10, 11)
- Magnus Persson – slagverk (5)
- S.N.Y.K.O. – stråkar (1, 4, 6, 10, 13)